# リン (アルバム)
『リン』は、大久保海太のデビュー・アルバム。1999年7月20日発売。発売元はアンティノス・レコード。

## 解説
先行シングル「パンチ」（1999.4.21、TBS系『COUNT DOWN TV』エンディング・テーマ）と「ヴィデオ」（1999.6.19）を含む、ファースト・アルバム。名前の「海」にちなみ、海の日にリリースされた。
初回生産盤のみ、紙ジャケットでリリースされている。通常盤はプラスチック・ケースであるが、ブックレットの掲載写真は通常盤のほうが多い。歌詞はブック型冊子でなく、折りたたむ形式の紙にまとめて記載しているほか、初の全国ライヴ・ツアー「ハイジェットエリア・リン」の広告チラシが封入された。
本アルバムの発売日、渋谷CLUB QUATTROにて発売記念ライヴ「アドレナリン ジェット」が敢行された。この海の日ライヴは以降、恒例イベントとして毎年開催されるに至っている。
ラスト・ナンバーの後にシークレット・トラックを収録。なお、CDパッケージでの販売は終了している。

## 収録曲
1. 犬の鳴く声　　（5:13）
  - 作詞・作曲・編曲: 大久保海太
2. 青空の夜　　（4:51）
  - 作詞・作曲・編曲: 大久保海太
3. ヴィデオ　　（3:54）
  - 作詞・作曲・編曲: 大久保海太
4. 優しい言葉を　　（4:28）
  - 作詞・作曲・編曲: 大久保海太

アルバム『ROCK MARINE』（2001.6.27）に別ヴァージョンを収録。
5. ジーニアス　　（5:34）
  - 作詞・作曲・編曲: 大久保海太
6. 祈る風　　（4:01）
  - 作詞・作曲・編曲: 大久保海太
7. 鼓膜　　（4:51）
  - 作詞・作曲・編曲: 大久保海太
8. セラミック　　（2:35）
  - 作詞・作曲・編曲: 大久保海太
9. パンチ　　（4:54）
  - 作詞・作曲・編曲: 大久保海太
10. 若い翼は　　（14:27[1]）
  - 作詞・作曲・編曲: 大久保海太

## 関連作品
- パンチ (曲)
- ヴィデオ
- ROCK MARINE
- タンバリン (大久保海太の映像作品)